# Топонимия Брунея

Административное деление Брунея

Топонимия Брунея — совокупность географических названий, включающая наименования природных и культурных объектов на территории Брунея. Структура и состав топонимии страны обусловлены её географическим положением, этническим составом населения и богатой историей.

## Название страны
Согласно брунейской историографии, Бруней был основан Аванг Алак Бетатаром, который в 1363 году принял ислам и стал первым султаном Брунея под именем Мухаммад Шах. Согласно легенде, Аванг Алак Бетатар высадился в районе Тембуронг, где открыл устье ранее неизвестной реки и воскликнул «Baru nah!» (обычно переводится как «здесь!»), откуда и произошло название реки, а в последующем — и всего султаната. Считается, что до возникновения Брунейской империи при мусульманской династии Болкиах Бруней находился под властью буддистов.
В последующем название трансформировалось в «Barunai», возможно, под влиянием санскритского слова «варун» (वरुण), которое означает либо «океан», либо мифологического «владыку океана». В полном названии страны — «Негара Бруней Даруссалам» (араб. دار السلام‎) — «Даруссалам» означает «обитель мира», а «Негара» означает «страна» на малайском языке.
Официальное название страны — Государство Бруней-Даруссалам (малайск. Brunei Darussalam, джави:نڬارا بروني دارالسلام).

## Формирование и состав топонимии
В Брунее говорят на множестве языков, но официальным языком является «мелаю бруней» (брунейский малайский язык), принадлежащий к группе австронезийских языков языков с малайско-полинезийской ветвью и западной «подветвью». Официальный статус этот язык приобрёл 29 сентября 1959 года после подписания Конституции.
Наряду с малайским, в деловой сфере широко используется английский язык, на нём проходит обучение в средней и высшей школе. Помимо упомянутых, в стране используются китайский, хинди и другие языки национальных меньшинств.
В топонимии Брунея выделяется 3 группы топонимов:
- малайско-полинезийские;
- топонимы индийского, арабского, персидского и китайского происхождения;
- топонимы европейского происхождения[5].

В силу равнинного характера территории страны оронимы практически отсутствуют, одно из немногих исключений — название горы Букит-Пагон (малайск. Bukit Pagon, буквально «холм Пагон»). Гидронимия представлена названиями немногочисленных рек: Бруней (см. название страны), Белайт — буквально «извилистая», Тутонг, Пандаруан и Тембуронг — этимология не выяснена.
Этимология важнейших ойконимов:
- Бандар-Сери-Бегаван (малайск. بندر سري بڬاوان, Bandar Seri Begawan) — в 1920 году поселение получило официальный статус города и центра британских владений и стало называться Бандар Бруней. Слово «бандар» в индонезийском языке означает «торговый город, порт». В 1967 году султан Омар Али Сайфуддин отрекся от престола в пользу старшего сына, после чего получил титул «Сери Бегаван» (что означает «благословенный»), а город был переименован в Бруней-таун. В 1970 году город был переименован в честь Омара Али Сайфуддина в Бандар-Сери-Бегаван[7].
- Куала-Белайт (англ., малайск. Kuala Belait, яванск. کوالا بلايت) — название от гидронима реки Белайт (Куала-Белайт в переводе с малайского означает устье реки Белайт).
- Сериа (англ., малайск. Seria) — селение изначально было известно как Паданг Берава, что на малайском означает «Поле диких голубей». «Берава» также переводится с яванского языка как «болото». Согласно Историческому словарю Брунея (англ. Historical Dictionary of Brunei Darussalam), название «Seria» было дано британскими властями и является аббревиатурой от South East Reserved Industrial Area («Юго-восточная охраняемая промышленная зона»), однако достоверность этого утверждения сомнительна. Полное название города — Пекан Сериа (Pekan Seriа), что в переводе с малайского означает город на реке Сериа.
- Пекан Тутонг (англ., малайск. Pekan Tutong) — по-видимому, от гидронима реки Тутонг.

## Топонимическая политика
Топонимической политикой в стране занимается Национальный комитет по географическим названиям, созданный в 1976 году.